# Полупирогово
Полупирогово — деревня в Ступинском районе Московской области в составе Аксиньинского сельского поселения (до 2006 года — Большеалексеевский сельский округ). 

## География
Полупирогово расположено на севере района, на безымянном ручье — левом притоке реки Северка, высота центра деревни над уровнем моря — 137 м. Ближайшие населённые пункты: прилегающее на юго-востоке, через ручей, село Марьинка и в полукилометре на запад — Троице-Лобаново.

## Население
| 2002 | 2006 | 2010 |
| ---- | ---- | ---- |
| 1    | ↘0   | ↗1   |

## Инфраструктура
Полупирогово на 2015 год — фактически крупный дачный посёлок: при 1 зарегистрированном жителе в деревне 2 улицы, и 4 СНТ.